# Fiordo de Geiranger
El fiordo de Geiranger o Geirangerfjord (en noruego: Geirangerfjorden) es un fiordo del distrito de Sunnmøre, en la provincia de Møre og Romsdal, Noruega. Se encuentra dentro del municipio de Stranda. Es una rama del Storfjorden y mide unos 15 km de longitud, con una anchura máxima de 1,5 km.

## El fiordo
Geirangerfjord es uno de los lugares más turísticos del país. El pueblo de Geiranger —de unos 200 habitantes—, situado en el final del fiordo, recibe más de 600 000 turistas cada año y unos 150 barcos de pasajeros que realizan excursiones a través del mismo.
A lo largo del fiordo hay muchas cascadas, como la de Syv Søstrene («Siete Hermanas»), Brudesløret («Velo Nupcial») o Friaren («Pretendiente»). Se encuentran también numerosas granjas, la mayoría abandonadas, a ambos lados del fiordo. Algunas han sido recientemente restauradas por la asociación Storfjordens venner.
En el año 2005, el fiordo de Geiranger y el fiordo de Nærøy fueron declarados Patrimonio de la Humanidad bajo la denominación «Fiordos occidentales de Noruega», estatus actualmente en peligro debido a los planes de construcción de líneas de alta tensión en él.

## Cascadas
Las dos cascadas más notables del Geirangerfjord son la cascada de las «Siete Hermanas» (en noruego: De Syv Søstrene o Dei Sju Systrene) y «El Pretendiente» (en noruego: Friaren). Ambas se encuentran frente a frente, una a cada lado del fiordo.
«El Velo Nupcial» (en noruego: Brudesløret) es otra importante cascada del mismo, llamada así porque cae de forma delicada sobre un borde rocoso, y cuando se ve iluminado desde atrás por el sol tiene la apariencia de un fino velo.

## Galería

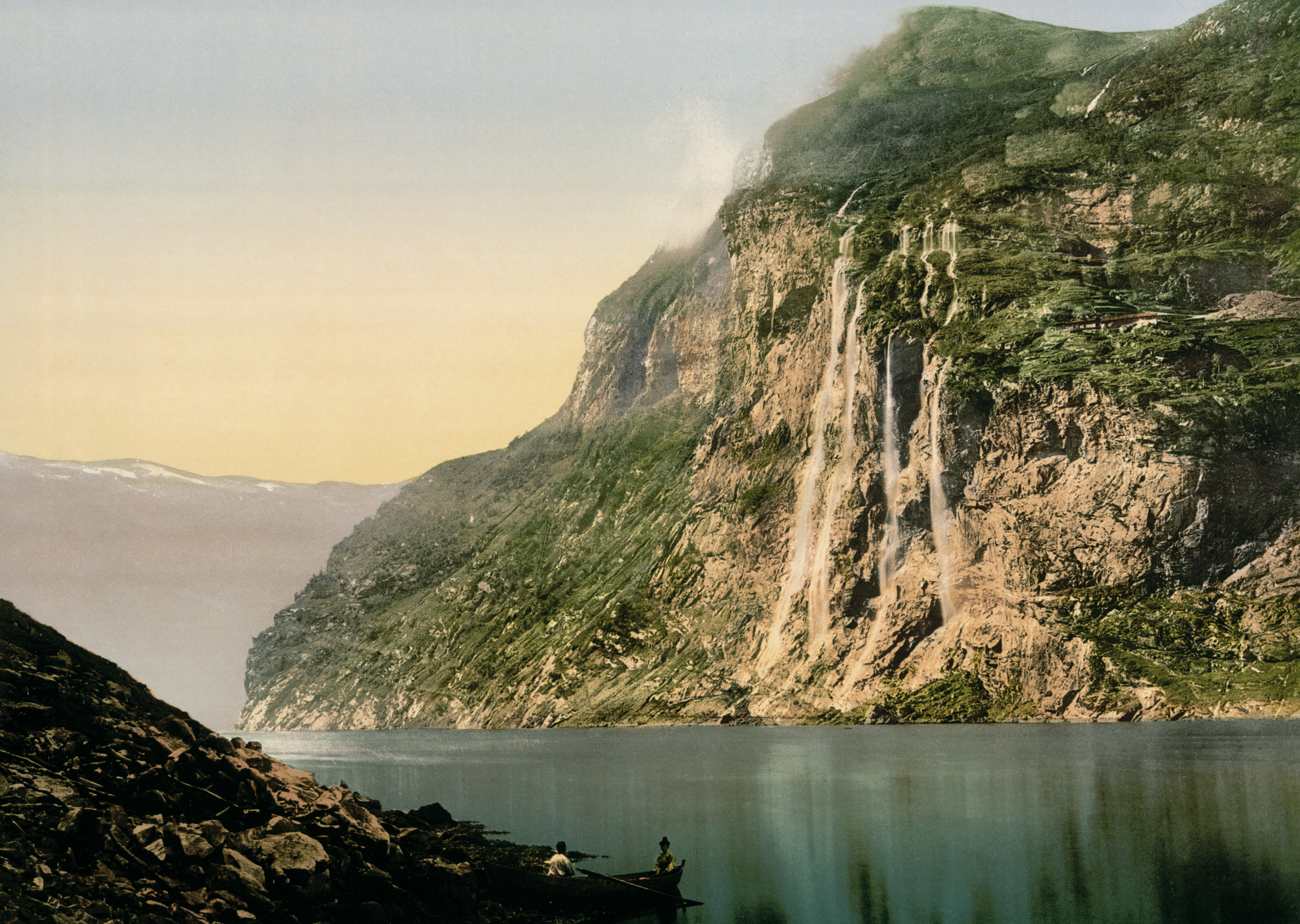
Fotografía histórica del fiordo con «Siete Hermanas».
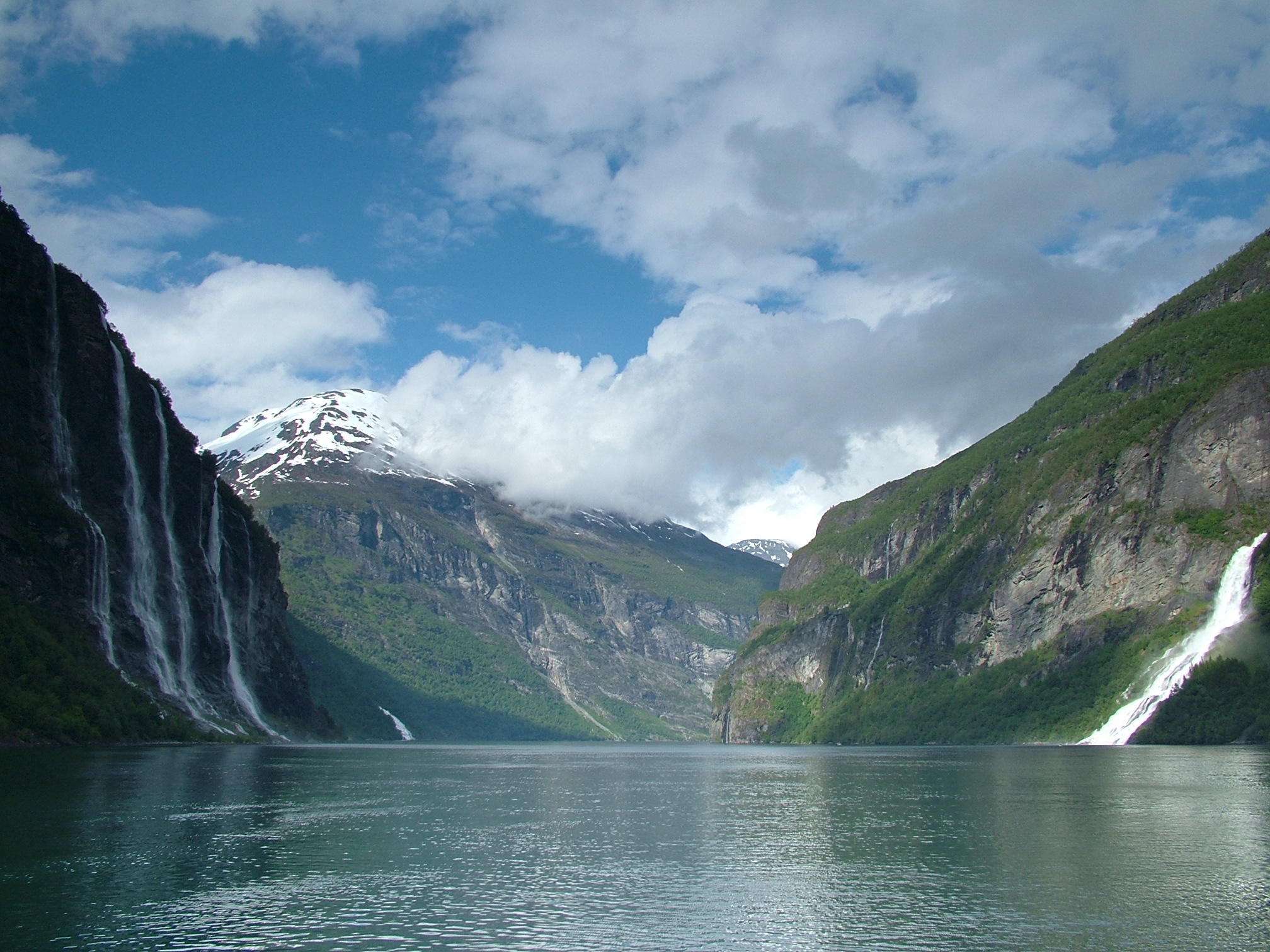
Vista de las «Siete Hermanas» y «El Pretendiente» (a la derecha) en el Geirangerfjord.
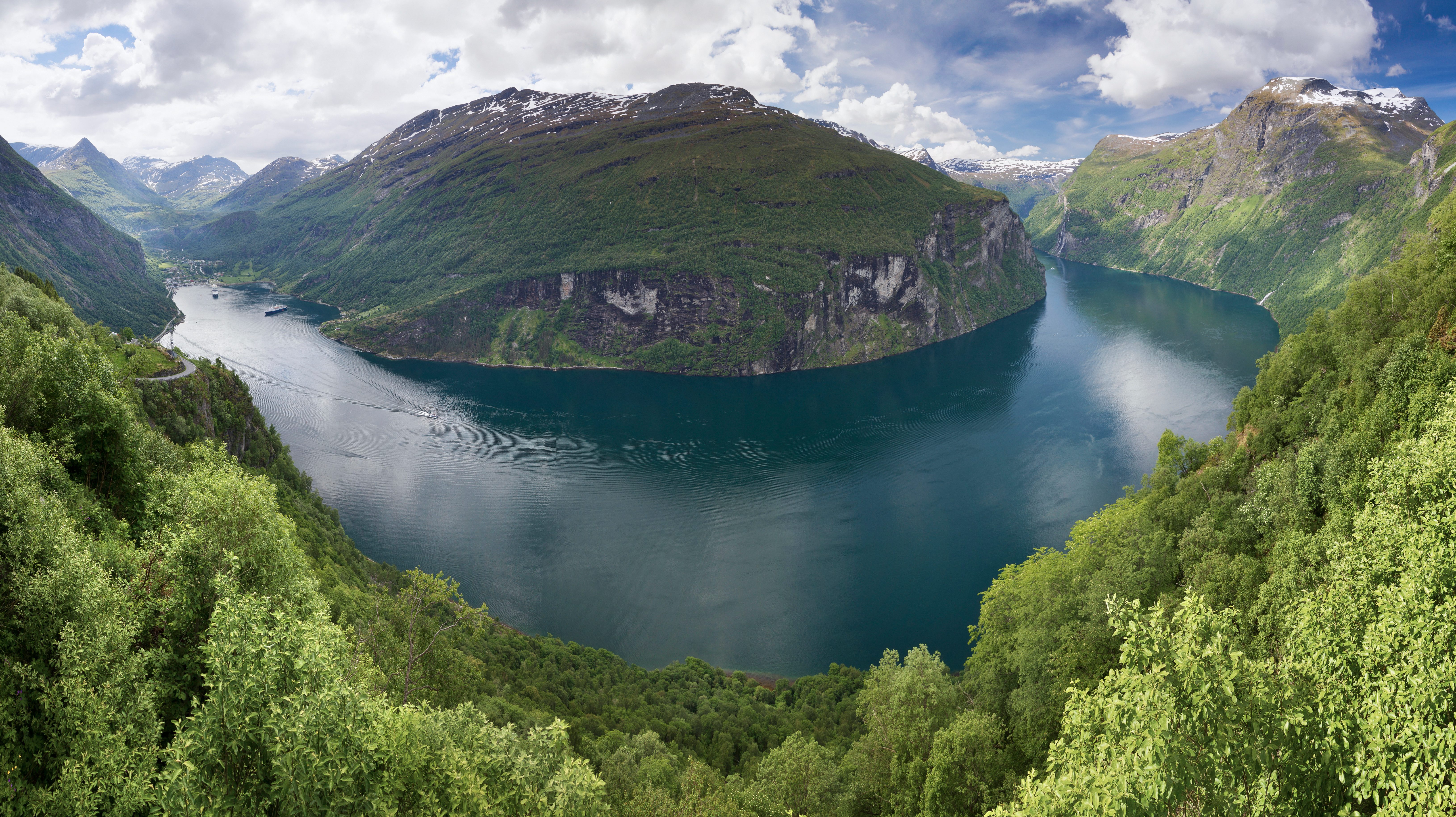
El Fiordo de Geiranger, fue declarada como Patrimonio de la Humanidad por la Unesco.
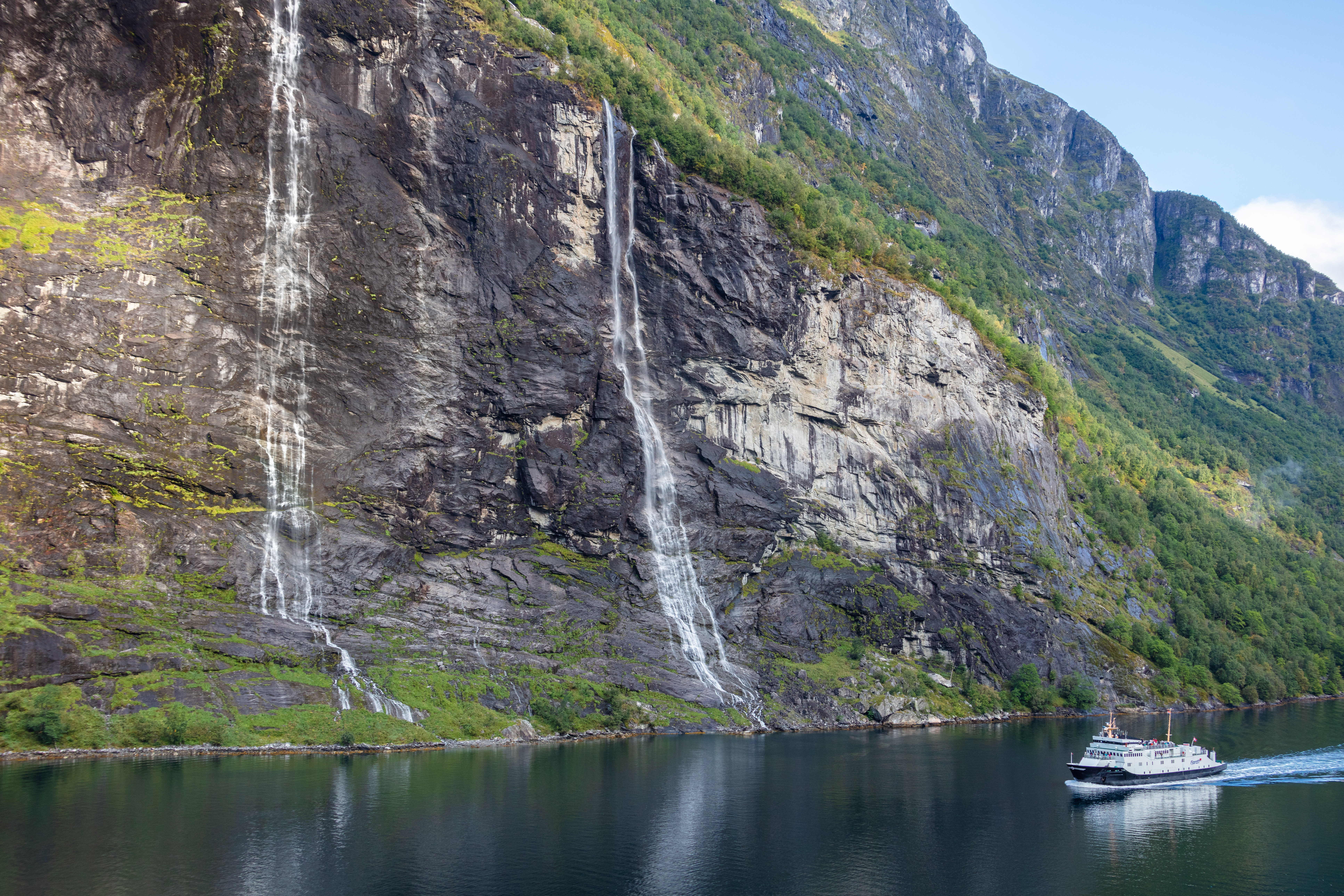
Barco turístico realizando un recorrido por el fiordo.
Barco crucero en el final del fiordo, cerca de Geiranger.
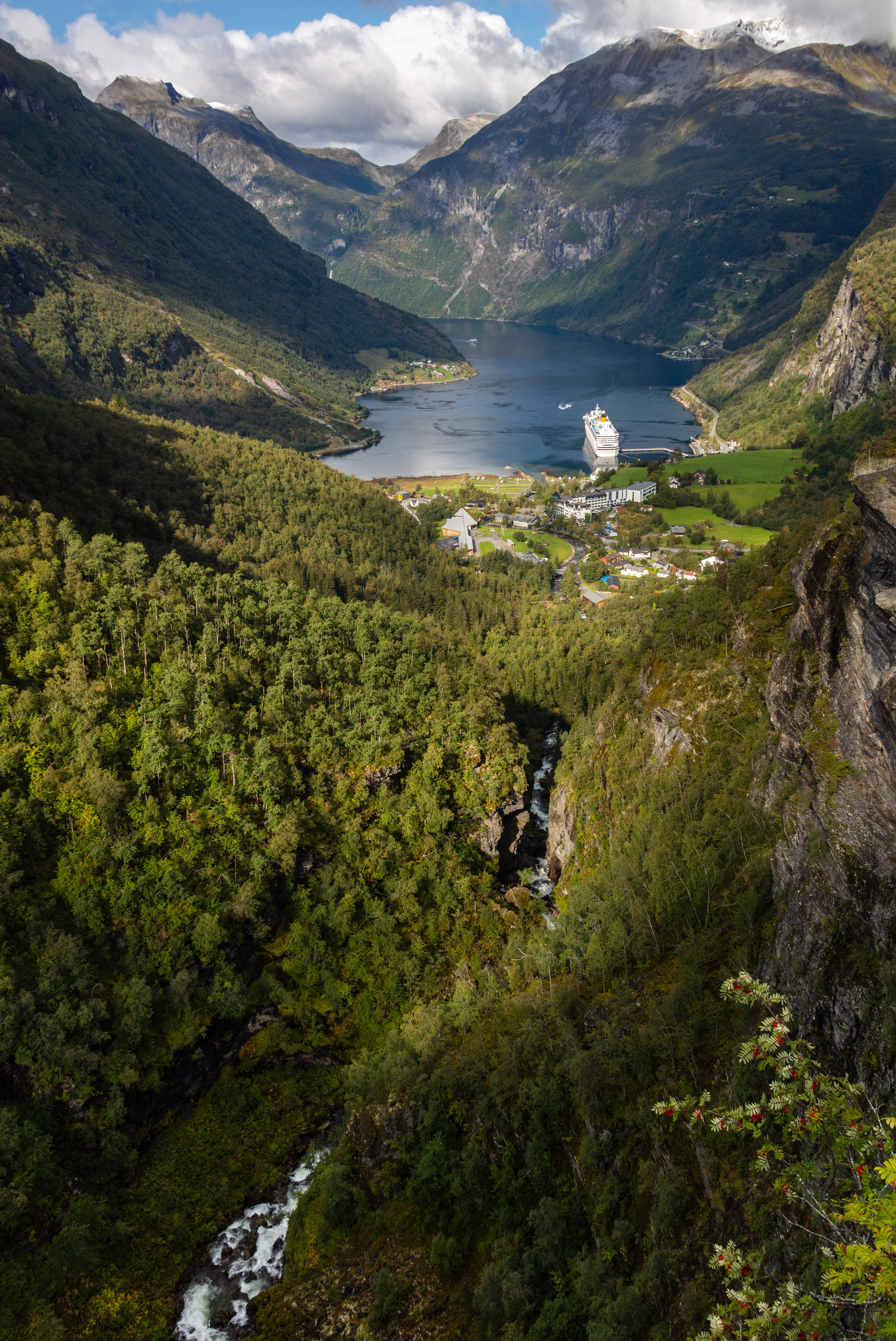
Vista del fiordo y el pueblo de Geiranger desde el mirador Flydalsjuvet.
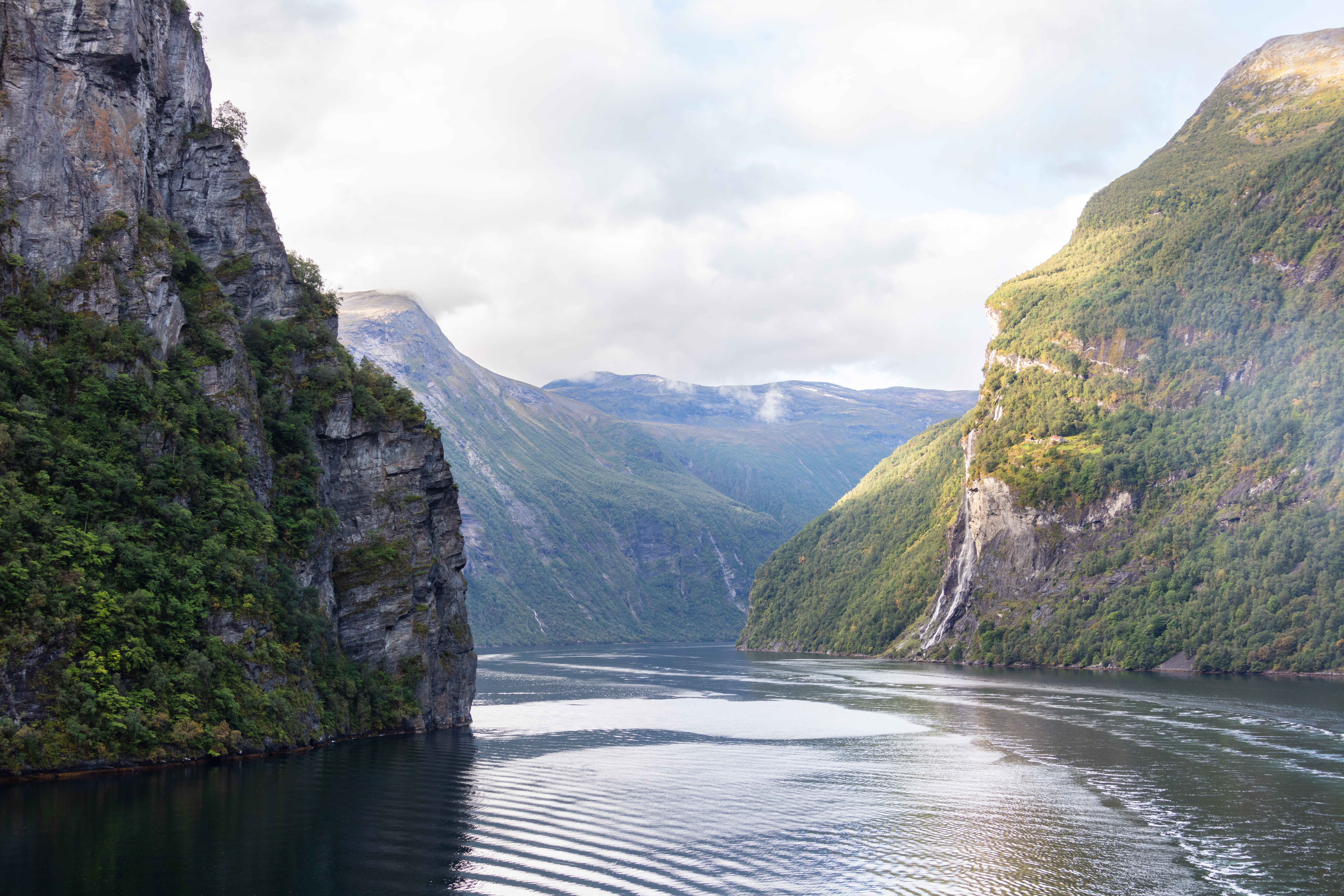
Vistas navegando por el fiordo.